# Phare de Wawatam
Le phare de Wawatam (en anglais : Wawatam Lighthouse) est un phare moderne et automatisé du lac Huron situé au port de Saint-Ignace dans le détroit de Mackinac dans le Comté de Mackinac, Michigan. Il avait été initialement érigé près de Monroe, au Michigan, en tant que roadside attraction emblématique en 1998, et a été allumé pour la première fois comme aide à la navigation à Saint-Ignace en août 2006.

## Historique
Le phare actuel a été construit à l'origine en 1998 comme une folie architecturale au Monroe Welcome Center près de Monroe, Michigan dans le coin sud-est de l'État près de la frontière de l'Ohio. C'était une structure de phare fonctionnelle qui a été construite loin des eaux de navigation en tant qu'élément du patrimoine touristique de l'État. En 2004, le Michigan Department of Transportation (en) a décidé de rénover le centre et a déclaré la structure obsolète. Il devait être démoli. Après que des préoccupations ont été exprimées au sujet de cette décision, le gouvernement de l'État a convenu que la structure devrait être démantelée et déplacée vers un endroit où elle serait utile. Heureusement, alors qu'ils assistaient à une conférence pour les fonctionnaires municipaux, les dirigeants de St. Ignace ont appris sa disponibilité. Ils ont demandé à servir de site pour la petite tour, et le phare a été démonté en cinq morceaux et transporté par camion sur plus de 530 km de Monroe à East Moran Bay (en) à St. Ignace.
Quand elle était au centre d'accueil, la tour hexagonale était peinte en blanc, avec des garnitures vertes et rouges. Le phare original a été ressoudé. Les plans originaux prévoyaient une structure de 11 m de hauteur, mais il est allé à la plus grande hauteur de 16 m. Le phare a été remonté à l'aide d'une grue en 2006. Sur la base d'une enquête auprès des résidents, il a été nommé Phare de Wawatam en l'honneur d'un car-ferry qui avait son port d'attache à St. Ignace depuis plusieurs décennies, SS Chief Wawatam (en). Après le remontage, le phare de Wawatam a été rallumé le 20 août 2006. Le phare est maintenant une aide officielle à la navigation de la Garde côtière américaine. Son entretien est effectué par la ville de St. Ignace. L'accès du public se fait en marchant sur la jetée.

### Jetée de Wawatam
L'emplacement choisi pour le phare reconstruit était l'ancien quai de chemin de fer de Saint-Ignace, construit à l'origine dans les années 1800 comme port d'attache d'un traversier. Exploité par une coentreprise qui comprenait le Duluth, South Shore and Atlantic Railway, le traversier a fait la navette de wagons de chemin de fer à travers le détroit de Mackinac. Commençant peu après sa date de lancement en 1911, ces fonctions ont été remplies par le chief Wawatam, de 103 m de long qui transportait jusqu'à 28 wagons par trajet entre Mackinaw City et St. Ignace. Le ferry-boat, à son tour, avait été nommé en l'honneur d'un résident local du détroit de Mackinac des années 1700, le chef du clan Odawa Wawatam.
Le quai de St. Ignace s'est effondré en 1984 et, en 1986, le chemin de fer successeur a abandonné la dernière liaison ferroviaire à St. Ignace. Cela a mis fin à l'ère du ferry. Sur le quai, à une courte distance de la lumière, se trouve une statue en bois honorant le chef Wawatam. Érigée en 2012 par la ville, elle a été conçue et sculptée par Tom Paquin et Sally Paquin, artistes locaux.

### La lumière aujourd'hui
Le nouveau phare est dûment noté sur les cartes de navigation plus récentes. La lumière fonctionne toute l'année et guide non seulement les marins, mais est un phare pour les motoneigistes voyageant à travers les détroits gelés de Mackinac vers et depuis l'île Mackinac en hiver. Le phare et le port servent également de brise-glace de la Garde côtière, par exemple , le remorqueur USCGC Katmai Bay (WTGB-101) (en) et le brise-glace USCGC Mackinaw (WLBB-30).

## Description
Le phare est une tour octogonale en béton et acier claire-voie de 16 m de haut, avec une galerie et une lanterne, montée en bout de quai. La tour est blanche et le toit de la lanterne est rouge. Il émet, à une hauteur focale de 20 m, un éclat blanc par période de 5 secondes. Sa portée est de 13 milles nautiques (environ 24 km).
Identifiant :USCG : 7-12580 .

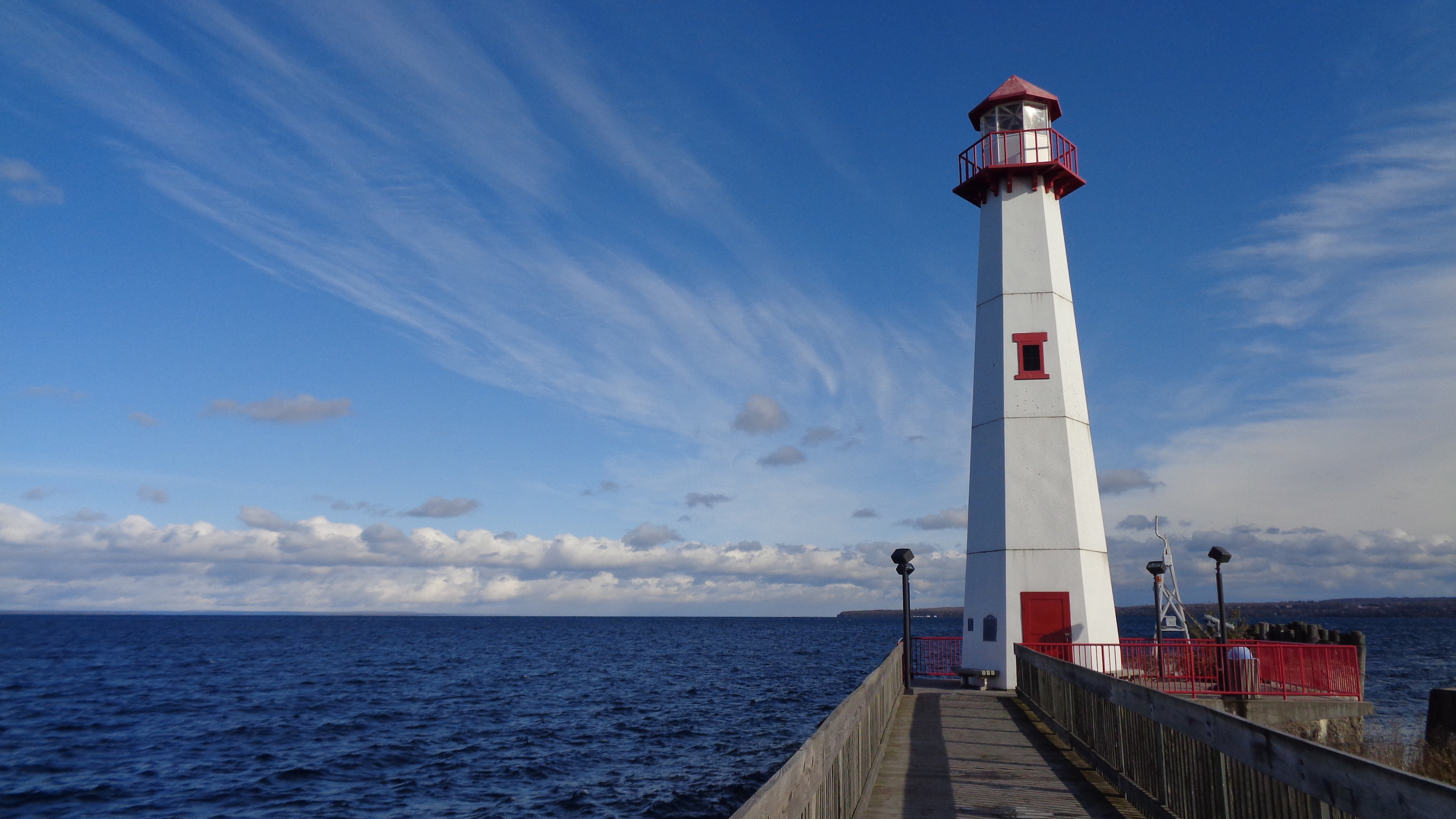
Le phare
Trajet du phare

### Lien connexe
- Liste des phares au Michigan